# Lawrence Kohlberg
Lawrence Kohlberg (Bronxville, 25 ottobre 1927 – Winthrop, 19 gennaio 1987) è stato uno psicologo statunitense, noto per le sue teorie sugli stadi dello sviluppo morale.
È stato professore al Dipartimento di Psicologia dell'Università di Chicago e presso la Graduate School of Education dell'Università di Harvard. In controtendenza rispetto alle tesi a lui contemporanee, decise di studiare il tema del giudizio morale, estendendo lo studio di Jean Piaget sullo sviluppo morale dei bambini. Kohlberg impiegò cinque anni prima di essere in grado di pubblicare un articolo basato sulle sue tesi. Il lavoro riproponeva ed estendeva non solo le scoperte di Piaget, ma anche le teorie dei filosofi George Herbert Mead e James Mark Baldwin.. Allo stesso tempo, Kohlberg creò un nuovo campo all'interno della psicologia dello "sviluppo morale".
In uno studio empirico basato su sei criteri, come citazioni e riconoscimenti, Kohlberg è risultato essere il trentesimo psicologo più influente del XX secolo.

## Biografia

### Infanzia e adolescenza
Lawrence Kohlberg nacque a Bronxville, New York. Era il più giovane di quattro figli; il padre, Alfred Kohlberg, era un imprenditore ebreo tedesco, la madre, Charlotte Albrecht, una chimica cristiana tedesca. Quando aveva quattro anni i genitori si separarono e divorziarono infine, quando aveva quattordici anni. Dal 1933 al 1938, Lawrence e gli altri suoi tre fratelli si alternarono tra madre e padre per sei mesi alla volta; nel 1938 fu poi permesso ai bambini di scegliere il genitore con cui volevano vivere. Kohlberg frequentò il liceo alla Phillips Academy ad Andover, nel Massachusetts, una scuola preparatoria d'élite. 

### Carriera militare
Alla fine della seconda guerra mondiale, Kohlberg prestò servizio nella marina mercantile americana. Lavorò per un certo periodo con l'Haganah, su una nave che contrabbandava profughi ebrei dalla Romania in Palestina, attraverso il blocco britannico. Catturato dagli inglesi e tenuto in un campo di internamento a Cipro, Kohlberg fuggì con altri membri dell'equipaggio. Si trovò in Palestina durante i combattimenti nel 1948 per stabilire lo stato di Israele, ma si rifiutò di partecipare e si concentrò su forme non violente di attivismo. Durante questo periodo visse anche in un kibbutz israeliano, fino a quando non fu in grado di tornare in America nel 1948.

### Studi universitari
Al suo ritorno, Kohlberg si iscrisse all'Università di Chicago e grazie a un regolamento speciale conseguì la laurea in un solo anno, sempre nel 1948. In seguito iniziò gli studi per il dottorato in psicologia, che completò a Chicago nel 1958. In quei primi anni, si interessò al lavoro di Piaget. 
Kohlberg sviluppò i suoi studi alla ricerca di un approccio accademico, che mettesse al centro il ragionamento dell'individuo nel processo decisionale morale. All'epoca questo era in contrasto con gli approcci psicologici del comportamentismo e della psicoanalisi, che spiegavano la moralità come semplice interiorizzazione di regole culturali o parentali esterne, attraverso l'insegnamento, usando il rafforzamento e la punizione o l'identificazione con un'autorità familiare.

### Carriera professionale
Il primo incarico accademico di Kohlberg fu alla Yale University, nel ruolo di assistente professore in psicologia, dal 1958 al 1961. Kohlberg trascorse poi un anno al Center for Advanced Study in Scienza comportamentale, in California, dal 1961 al 1962. Fu dal 1962 al 1967 al Dipartimento di Psicologia dell'Università di Chicago come assistente, poi come professore associato di psicologia e sviluppo umano. Nel 1968 infine, divenne professore presso la Harvard Graduate School of Education, di educazione e psicologia sociale, incarico che svolse fino alla sua morte.

### Morte
Nel 1971, in Belize, Kohlberg contrasse un'infezione parassitaria. Il degenerare della malattia e l'invasivo uso di farmaci lo portarono a interrompere le proprie attività professionali e lo spinsero in uno stato di depressione.
Il 19 gennaio 1987, Kohlberg, dopo aver parcheggiato la sua auto con all'interno i suoi documenti, si gettò nelle gelide acque del porto di Winthrop, suicidandosi per annegamento.

## Teoria dello sviluppo morale
Nella tesi del 1958, Kohlberg presentò le proprie idee sugli stadi dello sviluppo morale, concepiti per spiegare lo sviluppo del ragionamento morale.. La teoria era stata concepita all'Università di Chicago e si ispirava al lavoro di Jean Piaget e all'affascinante modo di reagire dei bambini ai dilemmi morali.
Kohlberg mette alla base della propria teoria la natura dell'essere umano, essere intrinsecamente motivato ad esplorare e che, una volta apprese le giuste conoscenze, diventa competente nei vari ambienti. Nello sviluppo sociale, questo porta a imitare i modelli di ruoli che vengono percepiti come competenti. Nell'infanzia si è a contatto con modelli di riferimento adulti che riflettono il loro giudizio sulla correttezza delle nostre azioni e degli altri. Kohlberg afferma che esistono dei modelli di vita sociale universalmente presenti, come famiglie, gruppi di persone alla pari, o altre strutture sociali, comuni fra loro, che convergono nelle decisioni comuni per il lavoro cooperativo finalizzato alla difesa reciproca e al sostentamento. Gli esseri umani si sforzano di diventare competenti in tali istituzioni sociali, mostrando azioni e pensieri simili riguardanti se stessi, gli altri e il mondo sociale, in maniera trasversale tra le varie culture.

## I livelli e gli stadi dello sviluppo morale
L'ordine degli stadi dello sviluppo morale corrisponde a una sequenza di circoli sociali progressivamente più inclusivi (famiglia, pari, comunità, ecc.), all'interno dei quali gli umani cercano di operare con competenza. La reciprocità del rispetto dei valori comuni permette a questi gruppi sociali di funzionare, e man mano che l'uomo cresce, si apre alla comprensione e interpretazione più consapevole e profonda.
Kohlberg ha studiato il ragionamento morale presentando ai soggetti dilemmi morali. Ha dunque classificato il ragionamento raggruppandolo in tre livelli, ognuno suddiviso in due stadi successivi fra di loro.
| 1º Livello: Preconvenzionale con nessuna interiorizzazione | 2º Livello: Convenzionale con interiorizzazione intermedia | 3º Livello: Post-convenzionale con interiorizzazione piena |
| ---------------------------------------------------------- | ---------------------------------------------------------- | ---------------------------------------------------------- |
| modalità eteronoma                                         | aspettative interpersonali reciproche                      | contratto sociale e diritti individuali                    |
| individualismo, scopo strumentale, scambio                 | moralità volta al sistema sociale                          | principi etici universali                                  |

### 1º Livello: preconvenzionale con nessuna interiorizzazione
Nel primo stadio entra in gioco la moralità eteronoma, ovvero quella per la quale gli individui obbediscono perché viene così ordinato loro, e basano le proprie decisioni morali sulla paura della punizione.
Nel secondo stadio invece, gli elementi principali sono l'individualismo, lo scopo strumentale e lo scambio, ovvero gli individui perseguono i loro interessi ma lasciano che anche gli altri facciano lo stesso. Ciò che è giusto implica uno scambio equo.

### 2º Livello: convenzionale con interiorizzazione intermedia
Nel terzo stadio sono al centro le aspettative interpersonali reciproche, le relazioni e conformità interpersonale. Questi fattori fanno sì che l'individuo dia valore alla fiducia, all'altruismo e alla lealtà verso gli altri come fondamenta dei giudizi morali.
Nel quarto stadio, c'è la moralità volta al mantenimento del sistema sociale. I giudizi morali sono basati sulla comprensione dell'ordine sociale, della legge, della giustizia e del dovere.

### 3º Livello: post-convenzionale e interiorizzazione piena
Il quinto stadio descrive il contratto sociale e i diritti individuali. Gli individui ritengono che i valori, i diritti e i principi stiano alla base della legge o vadano oltre la legge.
Il sesto stadio riguarda i principi etici universali, per i quali la persona ha sviluppato un modello morale che influenza le scelte di fronte ad un contrasto tra legge e coscienza, seguendo una coscienza personale individualizzata.
Queste fasi hanno influenzato altre teorie, come quella di James Rest autore del test sulla definizione dei problemi (Dit) nel 1979.

## Educazione morale
Molto noto tra gli psicologi per le sue teorie in psicologia morale, Kohlberg è noto anche per il lavoro riguardante l'educazione morale applicato nelle scuole. Kohlberg basa su tre metodi il suo pensiero di educazione morale: prendere ad esempio personaggi storici influenti che riteneva moralmente adeguati, discutere dilemmi morali nelle scuole, e creare la just community partendo dalla scuola.
Kohlberg propone una forma di educazione morale "socratica" e ha ribadito l'idea di John Dewey secondo cui il vero scopo dell'educazione è lo sviluppo. Sviluppo che, come sottolineato da Kohlberg, può essere influenzato dagli educatori senza indottrinamento e di come la scuola pubblica possa conformare, con il suo apporto, l'educazione morale per adeguarla ai parametri della costituzione americana.
Il primo metodo consisteva nel prendere in esame la vita di esempi morali come Martin Luther King Jr. o Abraham Lincoln. Secondo Kohlberg, ascoltare le parole e osservare le azioni di questi personaggi, in quanto esempi morali, poteva far aumentare il ragionamento morale. Questo metodo non è stato testato e provato a differenza del secondo, che consisteva nell'introdurre i dilemmi morali (come il dilemma di Heinz) nei programmi scolastici nelle discipline umanistiche e sociali. Questo metodo ha evidenziato come la discussione morale possa stimolare il ragionamento morale. Inoltre in questo processo, l'individuo è maggiormente stimolato se è in discussione con una persona che appartiene ad uno stadio morale appena superiore al proprio.
Il metodo della just community implicava invece, la simulazione di un sistema realmente democratico all'interno degli istituti scolastici, per mettere in risalto l'equilibrio tra giustizia e comunità. Kohlberg proponeva il criterio di uguaglianza tra studenti e docenti con coinvolgimenti in tutti gli ambiti e le decisioni riguardanti il mondo scolastico.

## Libri
- (EN) Lawrence Kohlberg, The Psychology of Moral Development, Harper & Row, 1981.
- (EN) Lawrence Kohlberg, Meaning and Measurement of Moral Development, Clark Univ Heinz Werner Inst, 1981.
- (DE) Lawrence Kohlberg, Zur kognitiven Entwicklung des Kindes: 3 Aufsaetze, Suhrkamp Verlag KG, 1982.
- (EN) Lawrence Kohlberg, Child Psychology and Childhood Education: A Cognitive-Developmental View, Addison-Wesley Longman Ltd, 1987.
- (EN) Lawrence Kohlberg, Constructivist Early Education: Overview and Comparison with Other Programs, Natl Assn for the Education, 1989.

## Critiche al pensiero di Kohlberg
Una delle critiche principali alle teorie di Kohlberg è proposta da Carol Gilligan, ricercatrice negli studi di ragionamento morale, che ha contribuito allo sviluppo della teoria dello sviluppo morale. Gilligan sostiene che il genere sia una variabile determinante all'interno delle teorie di Kohlberg in quanto gli studi di quest'ultimo sono basati su una norma e un campione esclusivamente maschile. La teoria portata avanti da Gilligan metteva a fuoco una prospettiva di cura, ovvero incentrata su valori di altruismo e di empatia relazionale tra i soggetti, a differenza della teoria di Kohlberg, dove la giustizia era al centro della moralità. Gilligan mette in discussione anche la priorità di uno stadio morale rispetto ad un altro. Questa visione differente ha riscontrato ampio consenso nel mondo femminista.
La risposta di Kohlberg alle critiche di Carol Gilligan fu quella per la quale il genere femminile non influenza il risultato e l'ordine dei vari stadi morali ma riconosce l'esistenza di un orientamento morale differente da quello della giustizia. Nonostante questa critica,  Kohlberg con i suoi studi non ha mai verificato un'effettiva differenza significativa di genere sulle valutazioni riguardanti lo sviluppo morale.
Un'altra critica riguarda la troppa enfasi sul pensiero morale a discapito del comportamento morale che non sempre si allinea con il primo in quanto anche gli individui in grado di ragionare ad uno stadio elevato (post-convenzionale) possono decidere di agire in asincronia con questo pensiero interiore.
Un'ulteriore critica, portata avanti da quarantacinque studi su ventisette culture differenti nel mondo, dimostra che solamente i primi quattro stadi dello sviluppo morale sono interculturali, così come Kohlberg descriveva, mentre gli ultimi due non sono presenti in ogni cultura, sottolineando quanto le diversità culturali influiscono sul ragionamento morale.